# Las Chafiras
Las Chafiras es una de las entidades de población que conforman el municipio de San Miguel de Abona, en la isla de Tenerife —Canarias, España—, así como su localidad principal (y también la más poblada del municipio).

## Características
La entidad está dividida en los núcleos de Amarilla Golf, Golf del Sur y Las Chafiras.